# هيريرياس
بلدية هيريرياس (بالإسبانية: Herrerías)‏، هي إحدى بلديات منطقة كانتابريا, المصنفة على أنها مقاطعة أيضاً، في شمال إسبانيا.
يبلغ عدد سكانها 742 نسمة وفقاً لإحصائية سنة (2002).